# Die Emmingers
Die Emmingers ist eine österreichische, vom ORF produzierte Familienserie aus dem Jahr 1977. Sie entstand nach der Idee von Christine Nöstlinger, Regie führte Walter Davy.

## Handlung
Das Haus der Emmingers gehört der Großmutter, die Wohnungen so günstig wie möglich weitervermietet. Mit den neuen ägyptischen Mietern kommt es bald zu gutnachbarlichen Beziehungen. Bei den anderen Familienangehörigen kommt es oftmals zu Turbulenzen.

## Episoden
- Das braune Stockerl
- A echte Mezie
- Die englische Krankheit
- Geht’s oder geht’s nicht
- A klasser Job
- Mit der Seele baumeln
- Fiesco a la Medici
- Stad sein und parieren
- Hennepichler fragen
- Otto for ever
- Der Wodopiwez kommt
- Nur net braun werden